# Antoni Kochanek
Antoni Kochanek ps. „Antek” (ur. 1 grudnia 1906 w Podlipiu, zm. 2 stycznia 1937 pod Almadrones) – uczestnik wojny domowej w Hiszpanii, dowódca batalionu im. Jarosława Dąbrowskiego.

## Życiorys
Syn małorolnego chłopa Stanisława, skończył 4 klasy szkoły powszechnej. Od 1928 odbywał służbę wojskową w 16 pułku piechoty w Tarnowie, następnie w Stanisławowie, uzyskując stopień kaprala. W 1930 wyjechał do Francji w poszukiwaniu pracy i pracował najpierw jako górnik, później w zakładach samochodowych Renault. Od 1932 działacz związków zawodowych i Międzynarodowej Organizacji Pomocy Rewolucjonistom, wkrótce wstąpił również do Francuskiej Partii Komunistycznej. W 1934 podczas wielkiego kryzysu został zwolniony podczas tzw. redukcji. Był sekretarzem Komitetu Bezrobotnych w południowym okręgu Paryża, organizował manifestacje pod merostwem i polskim konsulatem, domagając się wypłacenia zasiłku bezrobotnym i zapewnienia im dachu nad głową. Podczas jednej z manifestacji przed gmachem konsulatu został aresztowany i skazany na 3 miesiące więzienia. Zwolniony z nakazem natychmiastowego opuszczenia Francji, ukrywał się przed policją i kontynuował działalność w FPK, MOPR i Komitecie Bezrobotnych, zakładał polskie sekcje związków zawodowych w podparyskich wioskach wśród polskich robotników rolnych.
Latem 1936 zgłosił się jako ochotnik na wojnę domową w Hiszpanii, prowadził szkolenia grupy 36 Polaków. Od 8 września 1936 walczył w Madrycie, następnie w górach Guadarramy, m.in. pod Pelahustan i w rejonie Osso, gdzie wyróżniał się zdolnościami wojskowymi i odwagą. Od października 1936, awansowany na porucznika, dowodził 3 kompanią strzelecką w batalionie im. Dąbrowskiego. 20 listopada, po ciężko rannym Stanisławie Ulanowskim, został dowódcą batalionu. 26 listopada został ciężko ranny w Puerta del Hierro na przedmieściach Madrytu, do 30 grudnia przebywał w szpitalu w Madrycie. Wrócił na front i jako kapitan ponownie objął dowództwo batalionu, walcząc na odcinku Guadalajary. Poległ 2 stycznia 1937 roku pod Almadrones. Pomimo śmierci dowódcy batalionu, Polacy zdołali zdobyć miejscowość.
Pośmiertnie odznaczony Orderem Virtuti Militari V klasy w 1945 i awansowany na majora.